# Como Alí
«Como Alí» es una canción y sencillo del grupo musical de Argentina Los Piojos, incluida originalmente en el sexto álbum de estudio del grupo que fue titulado Máquina de sangre de 2003. Es una de las canciones más exitosas del grupo musical en la que se le hace un homenaje al famoso boxeador Muhammad Ali.
Fue posicionada por la revista Rolling Stone de Argentina en el puesto n° 30 en la lista de las 50 mejores canciones del rock argentino.